# Vlaamse Opera

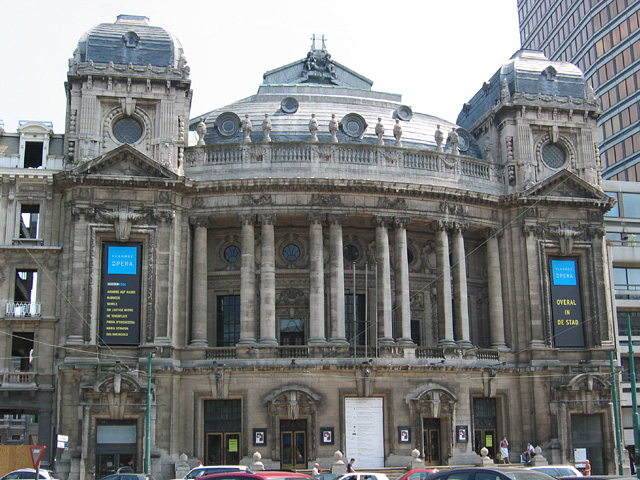
Vlaamse Opera in Antwerpen, Baujahr 1907

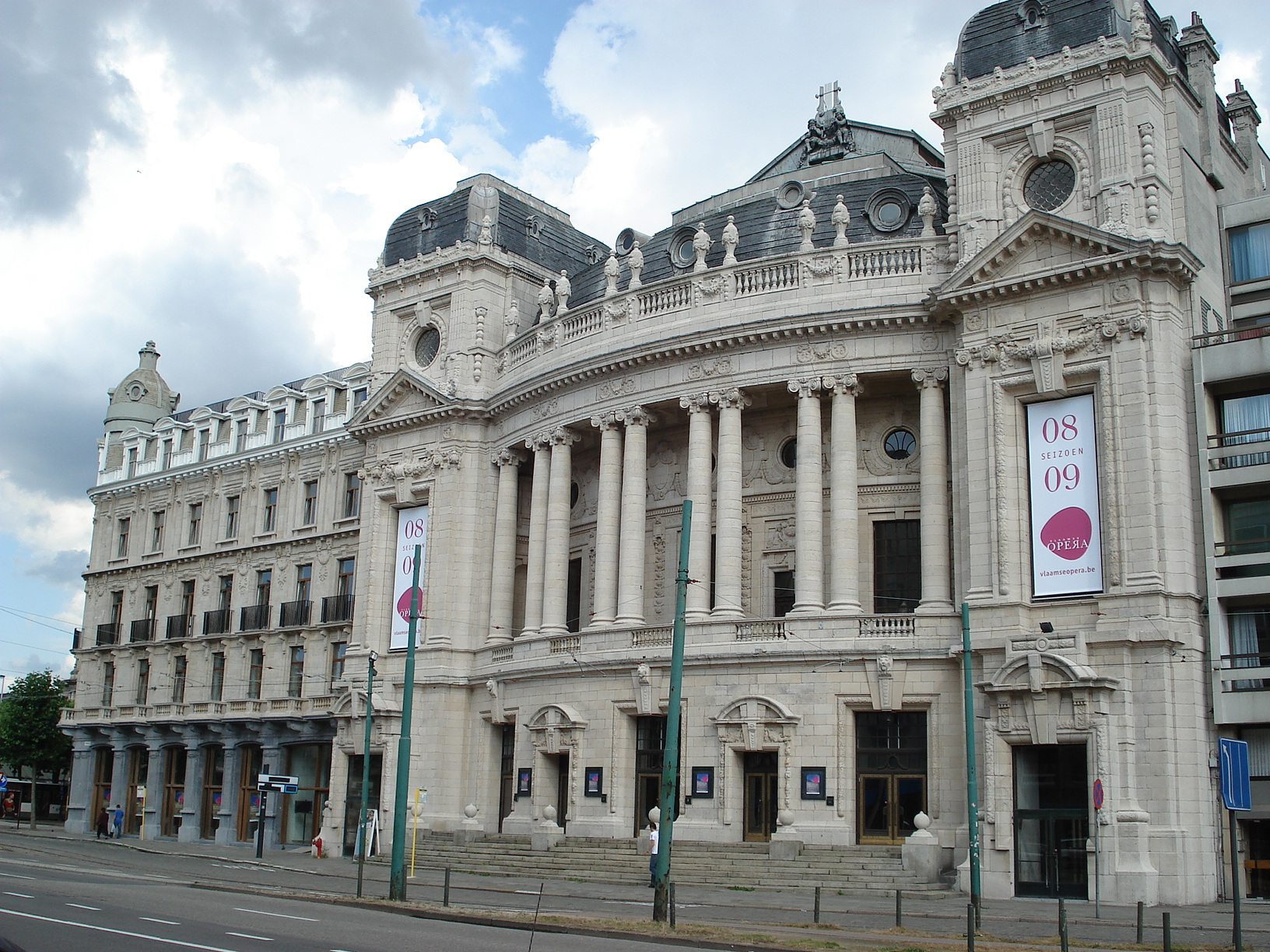
Vlaamse Opera nach der Renovierung 2005

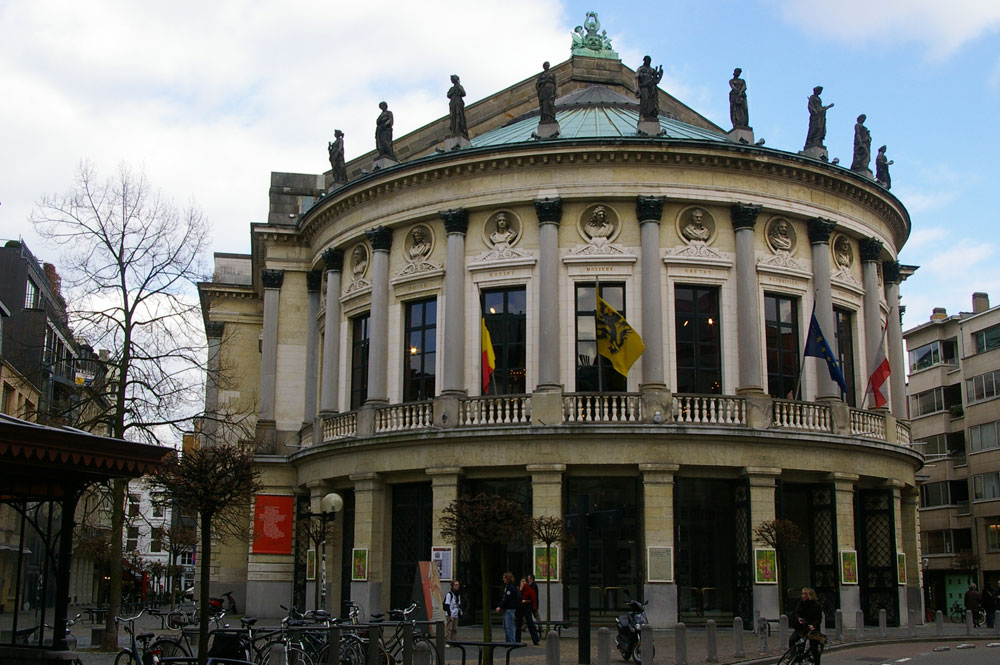
Bourla-Theater Antwerpen, erster Standort der dortigen Oper (1834)

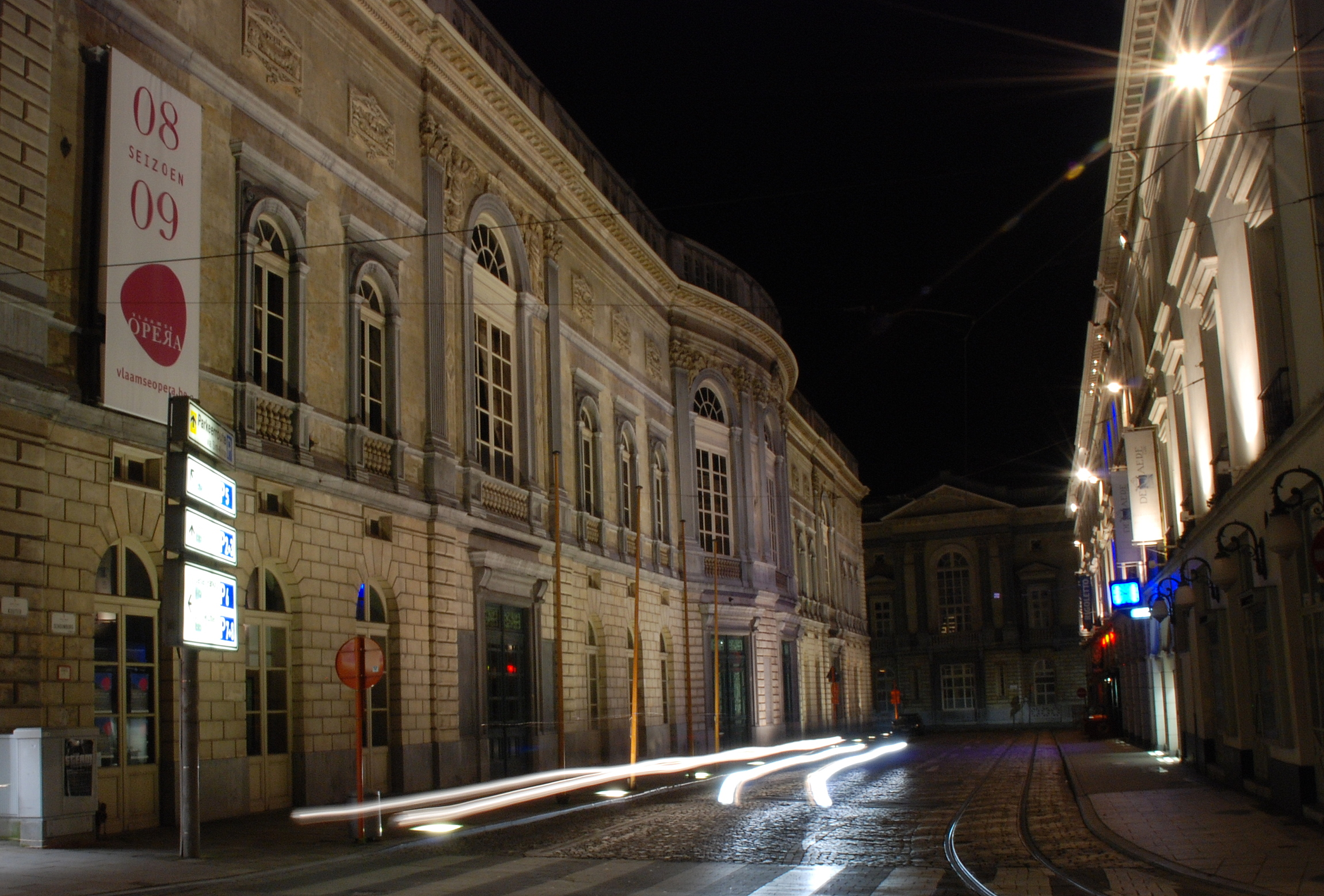
Vlaamse Opera in Gent (1840)

Die Vlaamse Opera (Flämische Oper) ist eine Operninstitution in Belgien, die in den Städten Antwerpen und Gent beheimatet ist.
Seit 1981 gab es die Idee eines Zusammenschlusses der flämischen Opernhäuser Antwerpen und Gent, die sich Orchester, Chor und Ensemble teilen sollten. Die eigentliche Fusion fand dann im Jahr 1988 statt. Der Name der fusionierten Bühnen war zunächst bis 1995 Opera voor Vlaanderen (Oper für Flandern).

## Spielstätten

### Flämische Oper Antwerpen

#### Vorgeschichte
1827 gab die Stadt Antwerpen ein Theatergebäude bei dem Architekten Pierre Bruno Bourla in Auftrag. Der Bau im Stil des Klassizismus wurde im Jahre 1829 begonnen, die Vollendung jedoch durch die belgische Revolution eine Weile verzögert. Schließlich wurde das Theater 1834 fertiggestellt und unter dem Namen Grand Théâtre bzw. Théâtre Royal Français eröffnet. Derzeit beherbergt es das nach dem Architekten benannte Bourla-Theater, das wiederum aus dem Zusammenschluss des Königlich Flämischen Theaters und der Blauwe Maandag Compagnie (Blauer Montag Compagnie) gebildet wurde.

#### Heutige Spielstätte
Das heutige Gebäude der Koninklijke Vlaamse Opera Antwerpen wurde dann im Jahre 1899 in Auftrag gegeben und 1907 eröffnet. Der architektonische Entwurf stammt von Alexis Van Mechelen und Emiel Van Averbeke und ist im neobarocken Stil Louis-seize eingerichtet. Es bietet Platz für gut tausend Besucher.

### Flämische Oper Gent
Die Koninklijke Opera van Gent wurde 1840 nach Plänen von Louis Roelandt errichtet. Das Haus verfügt neben dem Großen Saal über drei weitere Räume, die für Konferenzen und Bankette genutzt werden können: das Foyer, die Redoute und den nach Jean-Baptiste Lully benannten Saal. Seine monumentale französische Architektur führt zum großen Saal, in dem Opern und Ballette inszeniert werden und Konzerte und Kongresse stattfinden. Das Haus hat eine längliche L-Form und wurde von den renommiertesten Pariser Ausstattern der Zeit, Humanité-René Philastre und Charles-Antoine Cambon dekoriert. Die ursprüngliche Kapazität des Raumes von 1800 Plätzen wurde bei den Renovierungen zuletzt auf 965 mit erheblich besserer Sicht reduziert. Der Kronleuchter misst 3 × 4,5 m und verfügt über 84 Lampen. Die Kuppel ist in Trompe-l’œil-Manier bemalt.

## Auszeichnung
- International Opera Award 2014, Anniversary Production (Wagner) für Parsifal